# Hrašenski Vrh
Hrašenski Vrh je naselje v Občini Radenci.